# Sara Jay
Sara Jay (Cincinnati, Ohio; 14 de noviembre de 1977) es una actriz pornográfica, directora y modelo erótica estadounidense.

## Biografía
Tras graduarse en la escuela secundaria, Sara Jay empezó a estudiar psicología en la Universidad de Cincinnati. Para pagar sus estudios universitarios, comenzó a trabajar de estríper en un bar. Posteriormente, empezó a buscar trabajo interesándose por el entretenimiento adulto, entrando en la industria porno en 2001, a los 24 años de edad.
Al poco tiempo se mudó a Las Vegas y empezó a aparecer en la industria cinematográfica adulta, rodando hasta la fecha más de 1300 películas. También ha desarrollado su faceta como directora, rodando 8 películas hasta la fecha.
En 2017 fue incluida en el Salón de la Fama de los Premios AVN.

## Premios
| Año  | Ceremonia             | Resultado | Premio                                    | Trabajo                 |
| ---- | --------------------- | --------- | ----------------------------------------- | ----------------------- |
| 2009 | Premios Urban X       | Ganadora  | Mejor escena interracial                  | —                       |
| 2011 | Premios Urban X       | Ganadora  | Incluida en el Salón de la Fama           | —                       |
| 2012 | Nightmoves            | Nominada  | Mejores pechos                            | —                       |
| 2012 | Nightmoves            | Nominada  | Mejor estrella mediática                  | —                       |
| 2012 | Nightmoves            | Nominada  | Mejores pechos                            | —                       |
| 2012 | Nightmoves            | Nominada  | Mejor estrella mediática                  | —                       |
| 2013 | Nightmoves            | Nominada  | Mejor actriz emergente                    | —                       |
| 2013 | Nightmoves            | Nominada  | Mejor estrella mediática                  | —                       |
| 2013 | The Fannys            | Ganadora  | Mejor actriz en escena de sexo oral       | —                       |
| 2013 | The Fannys            | Nominada  | Mejor MILF del año                        | —                       |
| 2014 | Nightmoves            | Nominada  | Mejores pechos                            | —                       |
| 2014 | Nightmoves Fan Awards | Nominada  | Mejores pechos                            | —                       |
| 2014 | The Fannys            | Nominada  | Mejor actriz en escena de sexo oral       | —                       |
| 2015 | Premios AVN           | Nominada  | Premio fan: Culo más caliente             | —                       |
| 2015 | Premios AVN           | Nominada  | Premio fan: Estrella mediática            | —                       |
| 2015 | Premios AVN           | Nominada  | Mejor página web porno                    | —                       |
| 2016 | Premios AVN           | Nominada  | Premio fan: MILF más caliente             | —                       |
| 2016 | Premios AVN           | Nominada  | Mejor página web porno                    | —                       |
| 2016 | Inked Awards          | Nominada  | Mejor escena lésbica                      | Big Booty Bad Bitches 2 |
| 2017 | Premios AVN           | Nominada  | Premio fan: MILF más caliente             | —                       |
| 2017 | Premios AVN           | Nominada  | Premio fan: Web Queen                     | —                       |
| 2017 | Premios AVN           | Ganadora  | Salón de la Fama                          | —                       |
| 2018 | Premios AVN           | Nominada  | Premio fan: Mejor sitio web de una actriz | SaraJay.com             |
| 2018 | Premios AVN           | Nominada  | Premio fan: MILF más caliente             | —                       |
| 2018 | Premios AVN           | Nominada  | Premio fan: Estrella mediática            | —                       |
| 2019 | Premios AVN           | Nominada  | Premio fan: Mejor sitio web de una actriz | SaraJay.com             |
| 2019 | Premios XBIZ          | Nominada  | Artista MILF del año                      | —                       |